# Il circo di Topolino
Il circo di Topolino (Mickey's Circus) è un cortometraggio d'animazione del 1936 della serie Mickey Mouse diretto da Ben Sharpsteen, distribuito negli Stati Uniti dalla United Artists il 1º agosto 1936.

## Trama
Topolino è il direttore di un circo che ospita gratis gli orfanelli per un giorno. Il primo numero riguarda "Capitan" Paperino e i suoi leoni marini ammaestrati, ma il papero non riesce a farsi rispettare dagli animali (soprattutto da un cucciolo ribelle). La situazione degenera e, nel tentativo di recuperare il pesce rubato dal cucciolo, Paperino finisce dentro un cannone, seguito da Topolino. I dispettosi orfanelli sparano Paperino e Topolino in un filo sospeso. Dopo aver eseguito diversi numeri acrobatici senza volerlo, i due cadono in una tinozza piena d'acqua. Lì vengono raggiunti dai leoni marini che vogliono mangiare il pesce che il cucciolo ha lanciato in bocca a Paperino, creando un gran scompiglio.

## Distribuzione

### Edizione italiana
Il corto fu distribuito in Italia nel 1940 in lingua originale. Nella VHS La vita con Topolino del settembre 1986 fu invece incluso rimuovendone i dialoghi. L'unico doppiaggio italiano conosciuto è quello realizzato dalla Royfilm per la VHS numero 2 della serie VideoParade uscita nel novembre 1992, poi utilizzato in tutte le successive occasioni. In tale doppiaggio i leoni marini vengono erroneamente definiti delle foche, e furono aggiunte alcune battute pronunciate dagli orfani nella scena d'apertura. Inoltre, non essendo stata registrata una colonna internazionale, la musica presente durante i dialoghi è alterata.

### Edizioni home video

#### VHS
America del Nord
- Life with Mickey! (1985)

Italia
- La vita con Topolino (settembre 1986)
- VideoParade n. 2 (novembre 1992)[4]
- Topolino: un eroe... mille avventure (19 settembre 2000)[5]

#### DVD
Una volta restaurato, Il circo di Topolino fu distribuito in DVD nel primo disco della raccolta Topolino star a colori, facente parte della collana Walt Disney Treasures e uscita in America del Nord il 4 dicembre 2001 e in Italia il 21 aprile 2004. In America del Nord fu incluso anche nel DVD Starring Mickey, uscito l'11 gennaio 2005 come primo volume della collana Classic Cartoon Favorites.